# American Aristocracy
Pour plus de détails, voir Fiche technique et Distribution.
American Aristocracy est un film américain réalisé par Lloyd Ingraham, sorti en 1916.
C'est un des premiers rôles pour Douglas Fairbanks, et les débuts au cinéma de son fils Douglas Fairbanks Jr..

## Synopsis
Un entomologiste se bat pour être accepté dans la haute société. Il pense qu'il pourrait avoir la possibilité de gagner le cœur de la fille d'un homme riche.

## Fiche technique
- Réalisation : Lloyd Ingraham
- Scénario : Anita Loos
- Photographie : Victor Fleming
- Production : Fine Arts Film Company
- Genre : Comédie, aventure[2]
- Distributeur : Triangle Film Corporation
- Durée : 52 minutes
- Date de sortie : 12 novembre 1916

## Distribution

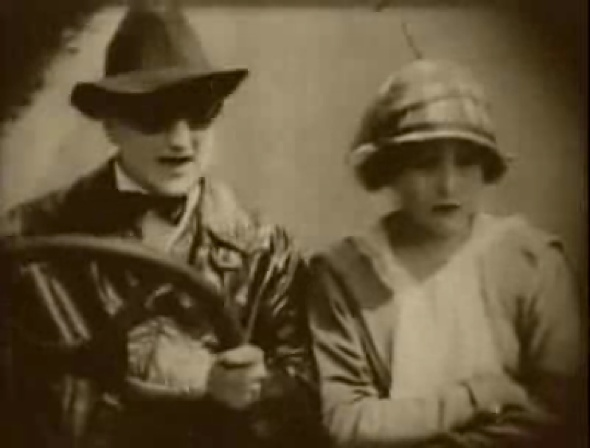
Scène de conduite.

- Douglas Fairbanks : Cassius Lee
- Jewel Carmen : Geraldine Hicks
- Charles DeLima : Leander Hicks
- Albert Parker : Percy Horton
- Artie Ortego : Delgado
- Douglas Fairbanks Jr. : newsboy
- Charles Stevens

## Production
Le film a été tourné à Watch Hill, Rhode Island.